# Amitié (Mauritius)
Koordinaten: 20° 7′ S, 57° 40′ O
Amitié ist eine Ortschaft („Village“) auf Mauritius.
Der Ostteil von Amitié gehört zum Distrikt Rivière du Rempart, der Westteil liegt im Distrikt Pamplemousses. Bei der Volkszählung 2011 hatte der Ort 2.256 Einwohner. Beide Teile gehören administrativ zur Village Council Area Amitié.
L’Amitié entstand als Zuckerrohrplantage. Diese hatte ursprünglich eine Größe von 760 Arpents. 1821 erbauten die Besitzer, Alexandre de Sornay, Charles Edward und Thomy Pitot hier eine Zuckerfabrik, die aber nur bis 1826 in Betrieb war. Seitdem wird die Zuckerrohrernte in benachbarten Fabriken verarbeitet. Die heutige Bevölkerung sind überwiegend Nachkommen indischer Vertragsarbeiter, die auf dieser Plantage arbeiteten.
Auf dem Gemeindegebiet befindet sich einer der ältesten Hindu-Tempel der Insel. Er wurde 1863 erbaut.